# Carrboro

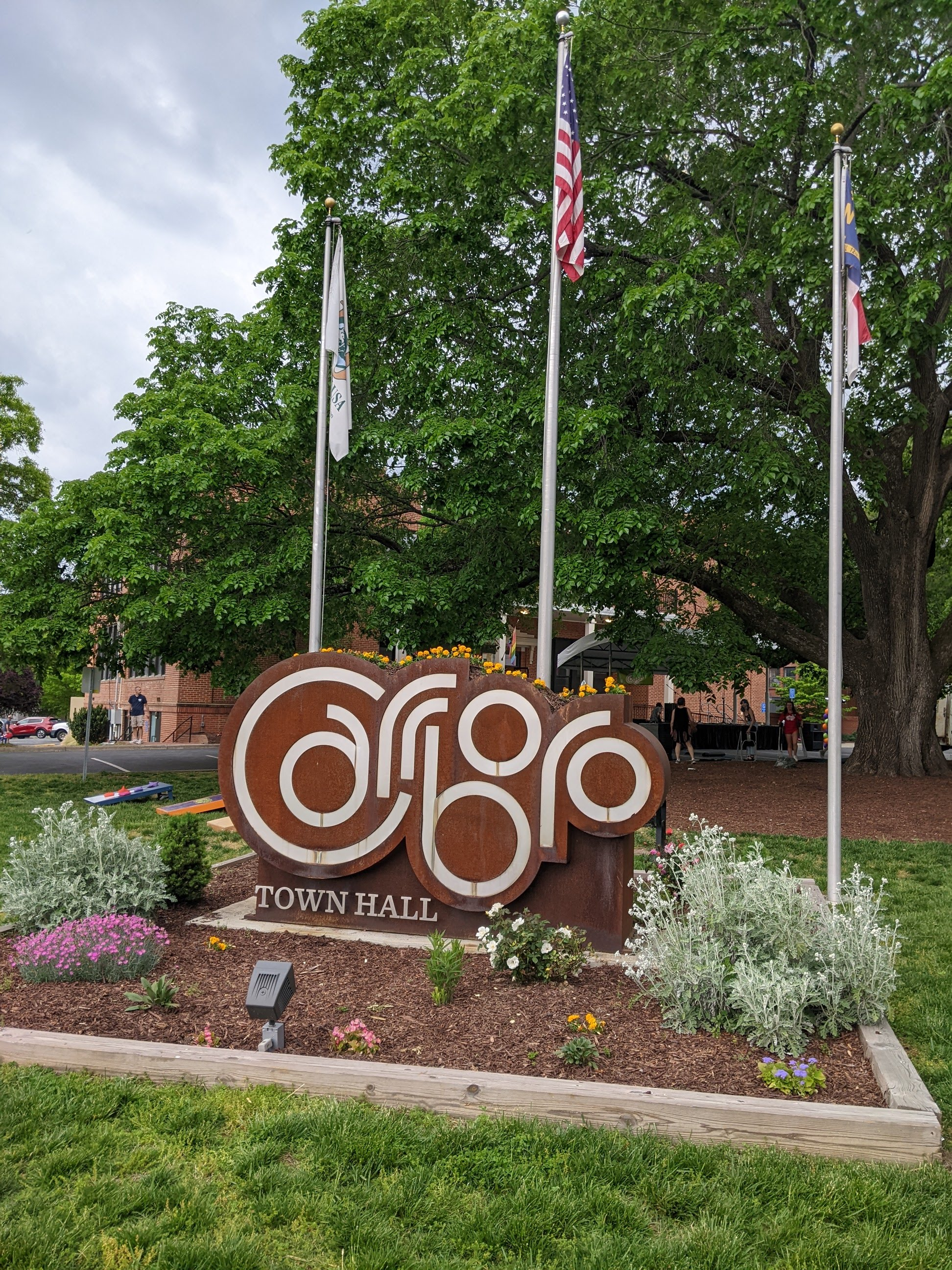
Carrboro Schriftzug vor dem Rathaus

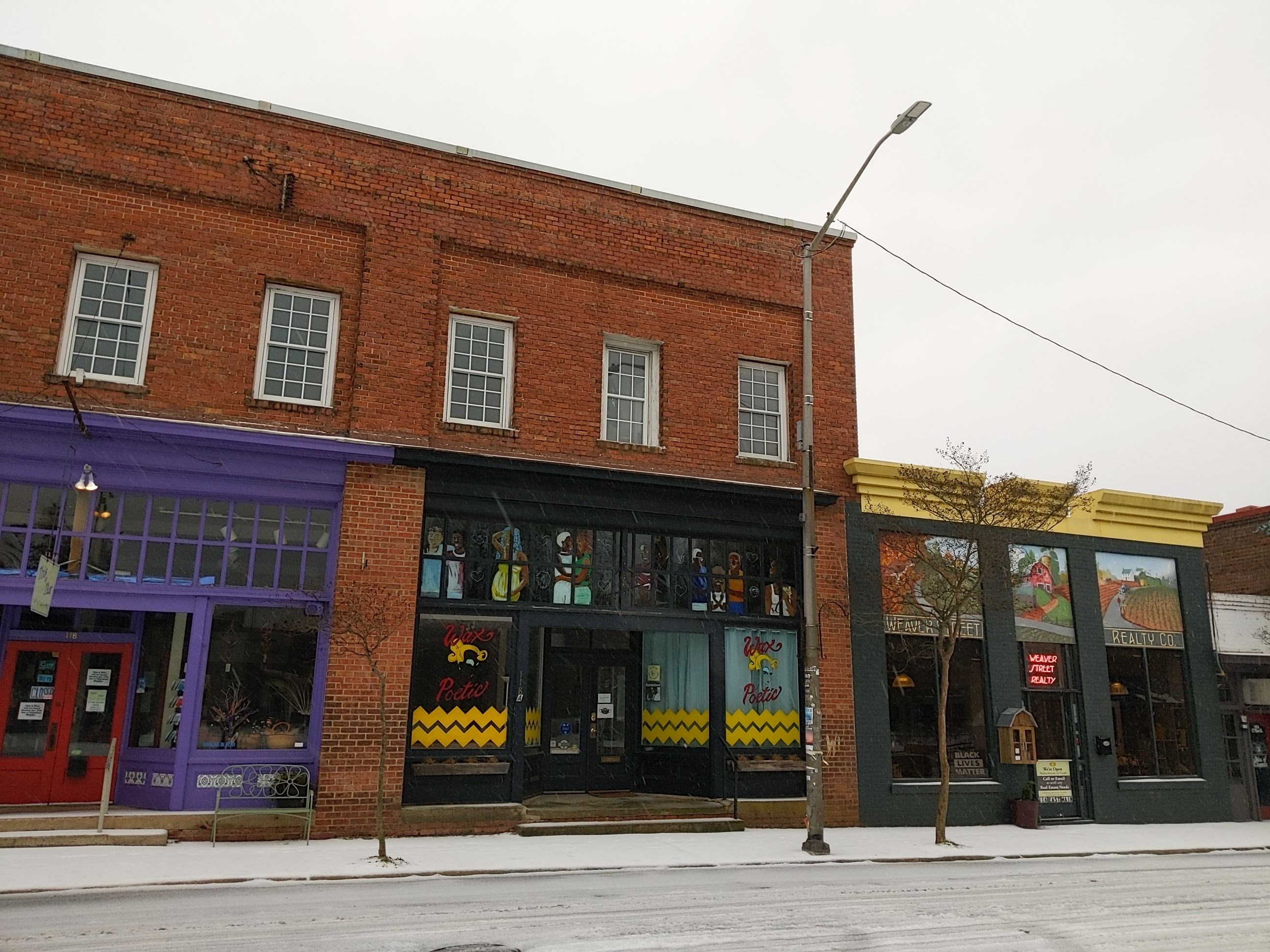
Innenstadt Carrboro, East Main Street

Carrboro ist eine Town in Orange County im US-Bundesstaat North Carolina mit (laut dem Census 2020) 21,295 Einwohnern. Die Stadt ist Teil des sogenannten Research Triangles (zu Deutsch „Forschungsdreieck“) das aus den Städten Durham, Raleigh, Chapel Hill und Carrboro besteht. Sie liegt direkt westlich von Chapel Hill, dem Standort der staatlichen University of North Carolina at Chapel Hill die mit ca. 30.000 Studenten die zweitgrößte Universität North Carolinas ist.

## Geschichte
Die Wurzeln von Carrboro reichen bis ins späte 19. Jahrhundert zurück, als sich ein Zweig der North Carolina Railroad nach Süden bis zum Rand von Chapel Hill erstreckte und in der Nähe die erste örtliche Textilfabrik eröffnete. Inoffiziell als West End und Lloydville bekannt, wurde die Gemeinde 1911 als Stadt mit dem Namen Venable eingemeindet. Sie wurde 1913 nach dem Industriellen, Philanthropen und white supremacist Julian Shakespeare Carr benannt der die lokale Textilfabrik besaß. Carr erweiterte die Fabrik und erklärte sich bereit, die Gemeinde mit Strom zu versorgen, wenn die Stadt als Gegenleistung nach ihm benannt wird.
Die Carr Mill war bis in die 1960er in Betrieb. Das zentral gelegene originale Gebäude wurde Ende der 1970er unter dem Namen Carr Mill Mall zum Shoppingcenter umfunktioniert und beherbergt unter anderem mehrere lokale Restaurants, eine Buchhandlung, ein Spielzeuggeschäft, eine Schneiderei, einen Goldschmied,  einen Frisör, ein Café, Kleidungsgeschäfte, und den örtlichen Coop Weaver Street Market.
Der ehemalige Bürgermeister Jim Porto forderte 2016 den Stadtrat auf, die Stadt umzubenennen. Das Vorhaben wurde allerdings nicht umgesetzt. Im Jahr 2019 errichtete Carrboro eine Wahrheitstafel, um die Stadt von den Werten und Handlungen von Julian Carr zu distanzieren.

## Kultur
Die Stadt gilt als eine der progressivsten Gemeinden der südöstlichen Vereinigten Staaten. Sie erlangte nationale Berühmtheit durch den ersten bekennenden homosexuellen Bürgermeister des Landes Mike R. Nelson, dessen Amtszeit von 1995 bis 2005 dauerte. Und war die erste Gemeinde im North Carolinas, die gleichgeschlechtlichen Paaren Leistungen für Lebenspartner gewährte.
Am 21. Januar 2021 wurde ein Black Lives Matter Wandgemälde von Erbriyon Barrett am Carrboro Century Center erstellt. Das Century Center beherbergt das Carrboro Recreation, Parks and Cultural Resources Department, einen Gemeindesaal für Veranstaltungen, die Carrboro Cybrary (Bibliothek) und das Carrboro Police Department. Das Wandgemälde wurde am 27. Oktober 2020 vom Stadtrat genehmigt.
Die Rockabilly-Band Flat Duo Jets und das Carrboro Music Festival sind Beispiele, warum die Stadt 2005 zu den einhundert besten Kunst-Städten Amerikas gezählt wurde. Das Cat’s Cradle liegt in der Innenstadt von Carrboro und ist mit einer Kapazität von 750 Personen seit über 40 Jahren der führende Veranstaltungsort für Live-Musik. Hier spielten Bands wie Nirvana, Public Enemy, John Mayer, Joan Baez und Iggy Pop. Das Video Coffee der Band Sylvan Esso wurde zum großen Teil in Carrboro aufgenommen.
Im Oktober 2014 schloss sich Carrboro als dritte Gemeinde des Landes Bee City USA an.

## Persönlichkeiten
- Julian Carr (1845–1924), Industrieller
- Elizabeth Cotten (1893–1987), Musikerin und Autorin des Stücks "Freight Train"[10]
- Eleanor Kinnaird (* 1931), Politikerin
- Mike Nelson (* 1963), Politiker

## Partnerstädte
- Celaya, Mexiko
- Saratow, Russland